# Final da Taça de Portugal de 2014–15
A Final da Taça de Portugal de 2014–15 foi a Final da 75ª edição da Taça de Portugal, competição organizada pela Federação Portuguesa de Futebol e vencida pelo Sporting. A Final foi disputada a 31 de Maio de 2015, no Estádio Nacional, entre o Sporting e o Braga, tendo o Sporting vencido por 3-1 nas grandes penalidades, após 2–2 no final do prolongamento.

## Jogo
| 31 de Maio de 2015 | Sporting                    | 2 – 2 | Braga                      | Estádio Nacional, Jamor              |
| 17:15              | Slimani 84' · Montero 90+3' |       | Éder 16' (pen.) · Rafa 25' | Árbitro: Marco Ferreira (AF Madeira) |

|                           |       | Penalidades                         |  |
| Adrien Silva Nani Slimani | 3 – 1 | Alan André Pinto Éder Salvador Agra |  |